# Distichlis australis
Distichlis australis är en gräsart som först beskrevs av Carlos Luis Spegazzini, och fick sitt nu gällande namn av Villamil. Distichlis australis ingår i släktet Distichlis och familjen gräs. Inga underarter finns listade i Catalogue of Life.